# Kongsberg (Silbererz-Lagerstätte)

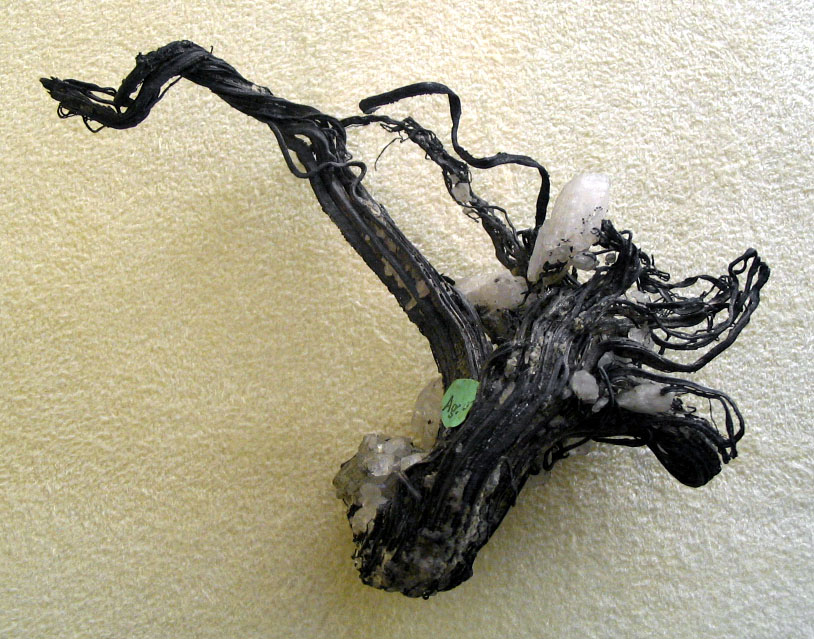
Ein Gediegen-Silbermineral aus Kongsberg, das im Bergwerksmuseum Kongsberg ausgestellt ist. Das Mineral wiegt 50 kg und besteht aus 100 % reinem Silber. Funde in dieser Form sind heute relativ selten, wurden aber früher häufig in der Kongsberger Silbermine gefunden.

Die Silbererz-Lagerstätte Kongsberg befindet sich in Süd-Norwegen und war die größte und ertragreichste Silber-Lagerstätte Norwegens auf der von 1623 bis 1958 Bergbau im Silberbergwerk Kongsberg (heute Teil des Norwegischen Bergwerksmuseum) betrieben wurde. Es handelt sich um eine magmatogen-hydrothermale Ganglagerstätte mit metallhaltigen Imprägnationen des Nebengesteins. Wichtigstes Erz war metallisches („gediegen“) Silber.

## Geologie und Lagerstättengenese
Strukturell und stratigrafisch werden die Umgebungsgesteine der Silberlagerstätte Kongsberg dem proterozoisch angelegten Baltischen Schild zugeordnet. Petrografisch handelt es sich hauptsächlich um eine konkordante Wechsellagerung von Para- und Orthogneisen (Quarz-Plagioklas-Biotit-Gneis, Hornblende-Gneis und kataklastischer Aktinolith-Hornblende-Gneis). In diese Serien sind (aus ehemaligen Diabasen metamorphosierte) Amphibolit-Lagergänge eingeschaltet. Durch tektonische Kräfte sind die Gesteinsabfolgen stark deformiert und gefaltet. Die Faltenflanken sind steil aufgerichtet. Geologisch jüngere Serien bestehen aus posttektonischen granitoidischen Intrusionen und kambro-silurischen Sedimenten des Oslofelt. Die generellen Strukturrichtungen verlaufen etwa Nord-Süd.

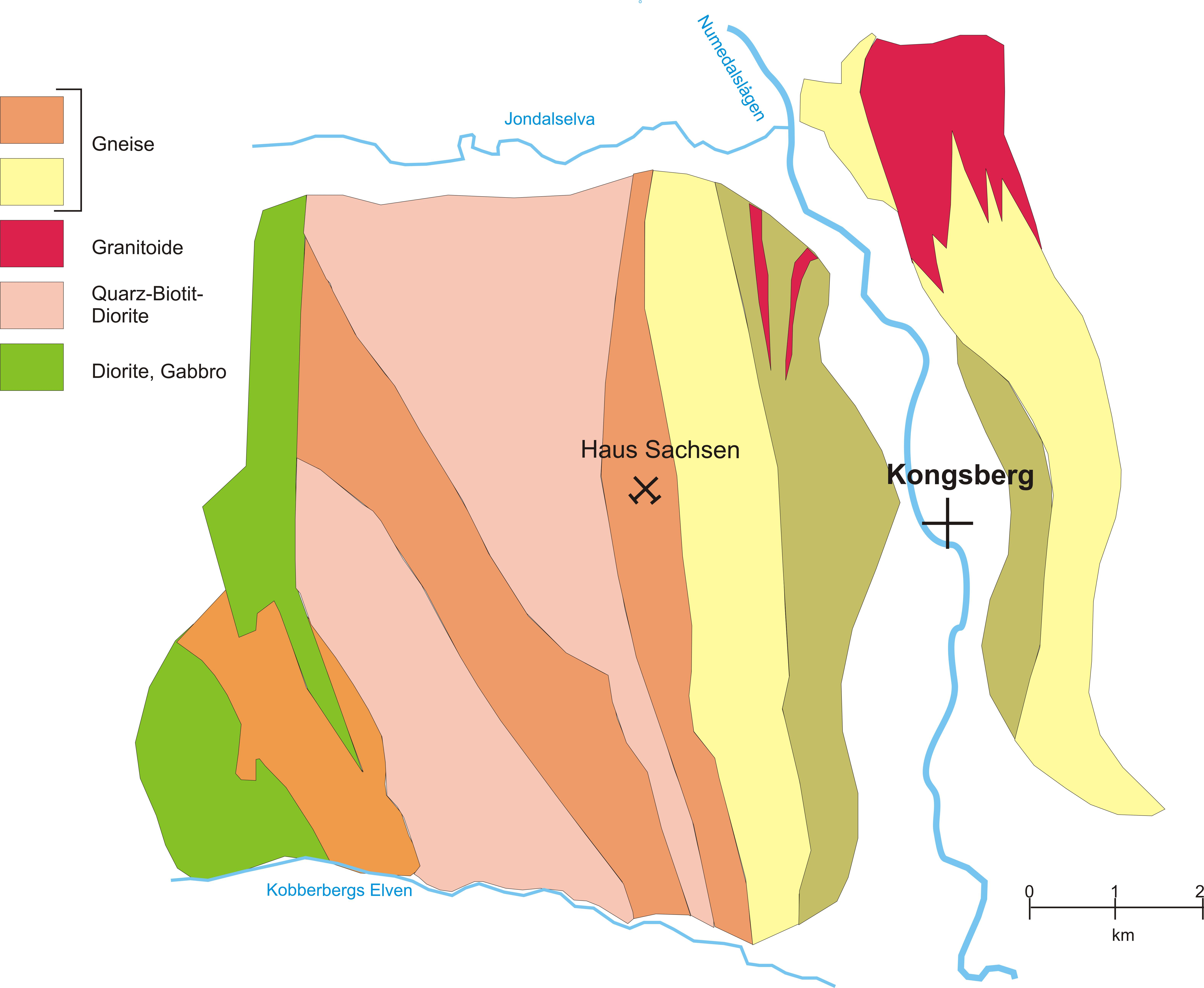
Schematische geologische Karte der Umgebung von Kongsberg (ohne Erzgänge)

Im Perm, vor etwa 225 Millionen Jahren, fanden in der Erdkruste in der Region um Oslo intensive tektonische Bewegungen statt, in deren Folge tiefreichende Brüche, Spalten und Störungen entstanden. Weil diese Bruchstrukturen bis in die oberen, magmatischen, also glutflüssigen Bereiche des Erdmantels reichten, wurden vertikale Magmenbewegungen aktiviert. Beim Aufstieg der heißen Magmen und im Kontakt mit Wasser entstanden wässrige, metall- und mineralhaltige hydrothermale Lösungen, welche auf Grund des enorm hohen Überlagerungsdruckes der bis zu mehrere Kilometer mächtigen Gesteinsschichten auch noch bis zu 400 °C in flüssiger Form vorlagen. Abhängig von der chemischen Zusammensetzung des Magmas und des Umgebungsgesteins entlang der Aufstiegswege konnten sich bei der Abkühlung in den oberen Bereichen der Erdkruste definierte Metall- und Mineralvergesellschaftungen, sogenannte Paragenesen bilden. Abhängig von der Geometrie und Öffnungsweite der tektonischen Elemente bildeten sich Mineralgänge mit einigen Zentimetern bis zu mehreren Metern Mächtigkeit.
Außer der Entstehung von (meist erzfreien) Mineralgängen sind für die Silbererzlagerstätte Kongsberg mit Metallsulfiden imprägnierten Amphibolite typisch. Auf Grund ihrer rostbraunen Färbung und wegen des fehlenden Glanzes werden sie in der lokalen Bergmannssprache als „Fahlbänder“ („Fahlbånds“) bezeichnet und waren die wichtigsten Erzträger der Lagerstätte.

## Mineralogie und Erzverteilung
Generell handelt es sich um eine magmatogene Lagerstätte der hydrothermalen Phase der sogenannten Bi-Co-Ni-Ag-Formation vom Typ Schneeberg – Kongsberg (in der jüngeren Literatur zur Lagerstättenforschung wird für diesen Vererzungstyp die Bezeichnung „Wismut-Cobalt-Nickel-Silber-Assoziation“ verwendet). Das wirtschaftlich bedeutendste Erz ist metallisches Silber („gediegen“ Silber). Diese Silber-Anreicherungszonen sind an die vorgenannten „Fahlbänder“ gebunden. Argentit (Silberglanz) tritt hingegen selten auf. Weitere Erzminerale treten in Spuren als Verdrängungsreste mehrerer hydrothermaler Phasen auf. Diese können genetisch in drei Gruppen eingeteilt werden. Die älteste Bildung besteht aus Feldspäten, Epidot, Chlorit, Quarz, Fluorit, Axinit und Pyrit und Metallsulfiden. Eine weitere, lediglich in Spuren nachweisbare Gruppe wird aus Fluorit, Sulfiden, Co-Ni-Arseniden gebildet. Die dritte Generation enthält im Wesentlichen metallisches (schwach Hg-haltiges) Silber und Kalzit. Kalzit tritt in steil einfallenden, geringmächtigen Gängen auf, welche diskordant zur Strukturrichtung des Umgebungsgesteins streichen. In den Kreuzungs- und Durchdringungsbereichen mit den sulfidführenden Amphiboliten, den vorgenannten „Fahlbändern“ treten jedoch sprunghaft ansteigende Erzanreicherungen in Form von gediegen Silber auf („Gangveredlung“). Diese lokal auftretenden Silberkonzentrationen und die Art der Begleitmineralisation in den Anreicherungszonen sind auf Reaktionen der hydrothermalen Lösungen mit den sulfidimprägnierten Amphiboliten zurückzuführen. Darüber hinaus führt die ausfällende Wirkung von Cobalt-Nickel-Arseniden auf Silber zu einer Konzentrationsanreicherung. In der älteren Literatur wird für diesen Vererzungstyp daher auch die Bezeichnung „kalkspätige gediegene Silber-Gänge (Typus Kongsberg)“ verwendet (Schneiderhöhn 1955). Die Vererzung unterscheidet sich nicht nur genetisch, sondern auch deutlich tiefenorientiert (sog. „Zoning“). Silber wird im oberen Teufenbereich vorgefunden. Kobalt- und Nickelerze befinden sich hingegen in mittlerer Tiefe. Im tiefer gelegen, nicht aufgeschlossenen Lagerstättenteil treten darüber hinaus auch Uran- und Eisenanreicherungen auf.

### Silbererzstufen
Silbererzstufen (gediegen Silber) aus der Lagerstätte Kongsberg in den mineralogisch-lagerstättenkundlichen Sammlungen der TU Bergakademie Freiberg

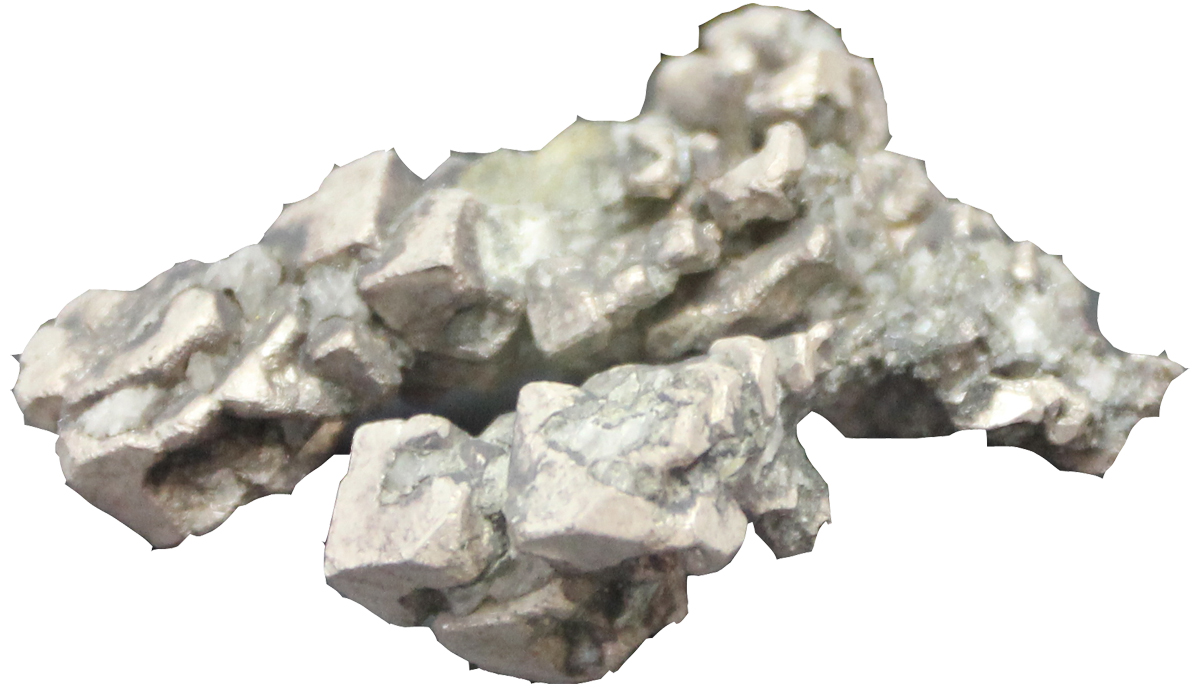
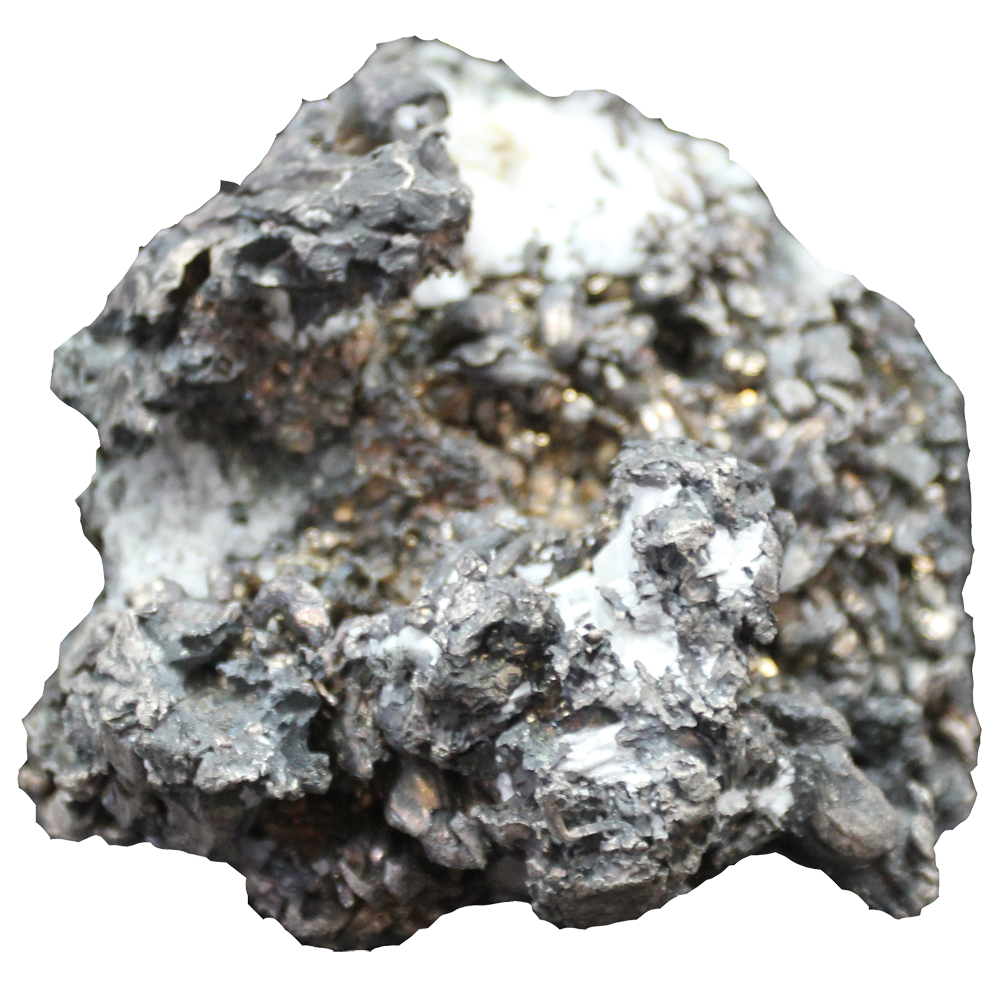
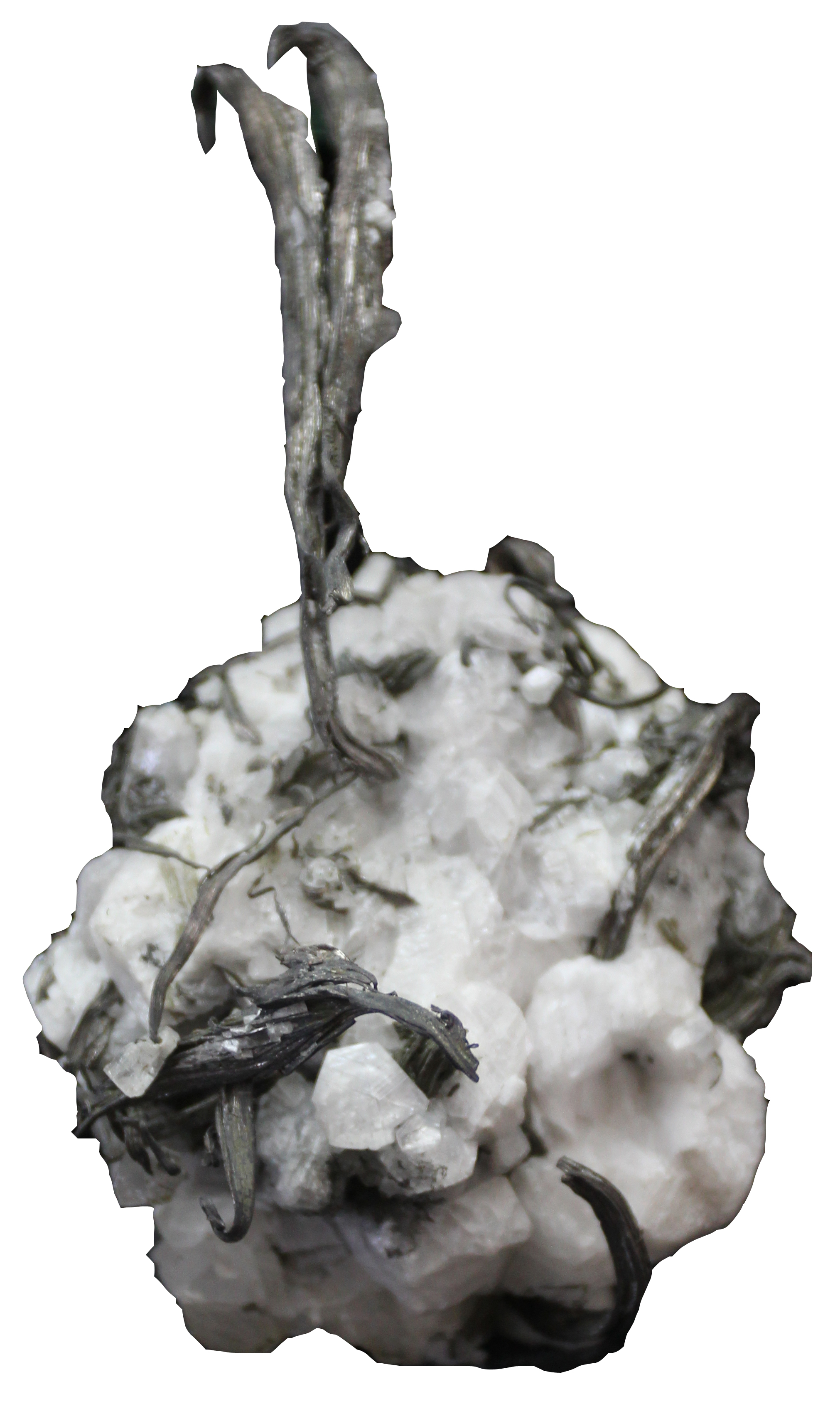